# Zachäus Andreas Winzler
Zachäus Andreas Winzler (* 1750 a Unlingen - després de 1820) va ser un inventor alemany. Se li atribueix la invenció del fogó de gas el 1802.
William Murdoch va ser el primer en utilitzar la inflamabilitat del gas per a l'aplicació pràctica de l'enllumenat. El 21 de setembre de 1799, a París, Philippe Lebon va obtenir una patent per obtenir il·luminació mitjançant gas (Thermolampe, o llum tèrmica). La tècnica de gas d'aquesta invenció va permetre a l'alemany Winzler desenvolupar una cuina de gas el 1802.
A Moràvia, Winzler era propietari d'una salnitrera.